# Marca España

Logotipo «Sol de Miró», antecedente de promoción de España desde 1983.

Bandera de España.

Marca España fue una iniciativa del Gobierno de España y una Política de Estado, que tenía como objetivo mejorar la imagen del país en el extranjero y entre los propios españoles. Se inició en 2012 mediante un Real Decreto de Mariano Rajoy, y su eficiencia pretendía residir en el medio y largo plazo a través de la promoción de la imagen exterior de España en los ámbitos económico, cultural, social, científico y tecnológico. En septiembre de 2018 el entonces ministro de asuntos exteriores, UE y cooperación, Josep Borrell, cambió la denominación a España Global. A partir de entonces fue la Secretaría de Estado de la España Global quien gestionó esta política, hasta la supresión de la Secretaría de Estado el 17 de julio de 2021 mediante un Real Decreto de Pedro Sánchez, lo que supuso el final de la iniciativa.
El proyecto descansó sobre tres premisas:
- Marca España es un proyecto inclusivo, alejado de ideologías políticas.
- Divulga los aspectos positivos de España y difunde la imagen de un país moderno, innovador y de talento.
- Tener una imagen positiva como país en el resto del mundo influye en el bienestar económico y social de la población. De ahí la importancia de la marca país.

Desde 2012, el Real Instituto Elcano recopila encuestas sobre la imagen y marca españolas a la población de determinados países del mundo cada año. Hasta la fecha, los países en los que España recibió mejores calificaciones populares fueron: Alemania, Argentina, Australia, Bélgica, Canadá, Francia, Grecia, Guatemala, India, Italia, Países Bajos, Polonia, Portugal, Reino Unido, Rumania, Rusia, Suecia y Ucrania. Aunque otros países latinoamericanos encuestados (Brasil, Chile, Colombia, México y Perú) España recibió una aprobación mayor de la que se otorgaron a sí mismos, Argentina fue el país hispanoamericano con el que más se identificaban los españoles. Asimismo, los españoles correspondieron también al resto de países europeos entrevistados, además de Australia y Canadá. En general, la imagen de los países latinoamericanos en España ha estado declinando hasta ser lentamente sustituidos en popularidad y geopolítica por el resto de países europeos, además de otros países de la zona del Indo-Pacífico. De acuerdo con la población española, los países con los que España comparte una mayor similitud son Italia y Portugal, seguidos por Grecia y Francia (especialmente con su zona sur), ya que todos estos países y territorios comparten una misma cultura mediterránea. Además, Rumania es otro país europeo, aparte de los ya mencionados, con el que España comparte una cultura latina común.
España suele recibir una aprobación global gracias a la amplia variedad de sus recursos como destino turístico, situándose entre los 15 países del mundo con mejor reputación internacional, mientras que suspende tanto a nivel nacional como international en la política y la economía.

## Gestores de la iniciativa

### Alto Comisionado para la Marca España
El Consejo de Ministros aprobó la creación del Alto Comisionado del Gobierno para la Marca España a través del Real Decreto 998/2012, de 28 de junio, por el que se crea el Alto Comisionado del Gobierno para la Marca España y se modifica el Real Decreto 1412/2000, de 21 de julio, de creación del Consejo de Política Exterior.
El Real Decreto establecía que el Alto Comisionado respondía ante el Consejo de Política Exterior —órgano asesor y consultivo del presidente del Gobierno en materia de política exterior— y  asumía «la planificación, el impulso y la gestión coordinada de las actuaciones de las Administraciones Públicas, de los organismos públicos de ellas dependientes y de cuantas entidades públicas y privadas protagonizan y están implicadas en la promoción de la imagen exterior de España». 
Además, se especificaba que «no supondrá un incremento del gasto público», por lo que no contaba con un presupuesto propio ni el personal de la Oficina del Comisionado (incluido el propio Alto Comisionado) tenían retribución. Esta Oficina dependía jerárquicamente del Ministerio de la Presidencia y orgánicamente del Ministerio de Asuntos Exteriores, Unión Europea  y de Cooperación. 

### Alto Comisionado para la Marca España y la promoción del español
El 2 de febrero de 2018 el BOE publicó el Real Decreto 49/2018, de 1 de febrero. Ref. BOE-A-2018-1417 por el que se modificaba el de la creación del Alto Comisionado para la Marca España, que amplía su nombre con «la promoción del español» para ocuparse también de aglutinar y coordinar las diferentes acciones e iniciativas que se desarrollasen en torno a la estrategia nacional para la promoción de la lengua española como lengua global.
El único alto comisionado fue Carlos Espinosa de los Monteros, que estuvo en el cargo entre el 12 de julio de 2012 y el 13 de octubre de 2018. Licenciado en Derecho y en Administración de Empresas, es además Técnico Comercial y Economista del Estado. Durante su trayectoria profesional ha trabajado tanto en el sector público como privado. Ha ejercido como Consejero Comercial de España en Chicago (Estados Unidos) y vicepresidente del Instituto Nacional de Industria a principios de los años 80.

### Secretaría de Estado de la España Global
El cambio de gobierno de 2018 supuso un cambio importante en la Marca España. Se cambió su denominación a España Global y ésta era gestionada por la Secretaría de Estado de la España Global. Esta secretaría de Estado, integrada en el Ministerio de Asuntos Exteriores, sí que dispone de presupuesto propio. La  primera titular del órgano ha sido Irene Lozano, seguida por Manuel Muñiz. La Secretaría fue suprimida el 17 de julio de 2021.

## Áreas de actuación
- Seguimiento y análisis: la Oficina del Alto Comisionado del Gobierno para la Marca España estudia y analiza la percepción que se tiene de España en el mundo y su evolución en el tiempo. Coordina desde 2013 una Red interministerial para la mejora del posicionamiento de España en Rankings internacionales. El objetivo es establecer un  mecanismo de 'gestión consciente' del seguimiento y flujo de información por parte de los distintos Ministerios responsables de cada tema con los interlocutores de cada ranking. El fin es asegurar que las valoraciones de estos índices estén basadas sobre datos y estadísticas actualizadas y completas. Se trabaja sobre un total de 52 rankings de los principales ámbitos de competitividad que contribuyen a crear una marca país.
- Coordinación y planificación: coordina y orienta los esfuerzos de todos aquellos organismos, públicos y privados, que mantienen una vertiente exterior clave en la imagen de España.
- Comunicación: divulga los aspectos positivos de España, de forma veraz y ajustada a la realidad, a través de diferentes canales tanto nacionales, como internacionales.
- Relaciones Institucionales: desarrolla políticas activas encomendadas a difundir y promocionar la imagen de España en el interior y el resto del mundo.
- Desarrollo de proyectos: estudia, analiza y selecciona y pone en marcha proyectos para mejorar la imagen exterior de España.